# Petr Hrdina
Petr Hrdina (* 30. března 1975, Tábor) je český politik, člen Strany zelených.
Vystudoval Vysokou školu ekonomickou, obor informační management. V roce 1999 začal pracovat pro ekologickou organizaci Děti Země. Věnoval se především problémům spojeným s plánovanou výstavbou dálnice D3 Praha – Tábor – České Budějovice. Na podzim 2001 spolu s kolegy založil nové ekologické sdružení Arnika a v letech 2001 až 2004 byl jeho místopředsedou.
V červenci 2002 vstoupil do Strany zelených a postupně působil v několika funkcích – člen Republikové rady, člen a předseda Ústřední revizní komise, v letech 2005 až 2008 volební a následně hlavní manažer strany. V komunálních volbách v roce 2006 byl zvolen členem zastupitelstva Prahy 6.